# Canton de Broons
Le canton de Broons est une circonscription électorale française située dans le département des Côtes-d'Armor et la région Bretagne.

## Histoire
- De 1833 à 1848, les cantons de Broons et Jugon avaient le même conseiller général. Le nombre de conseillers généraux était limité à 30 par département.

- Un nouveau découpage territorial des Côtes-d'Armor entre en vigueur à l'occasion des élections départementales de mars 2015, défini par le décret du 13 février 2014[4], en application des lois du 17 mai 2013 (loi organique 2013-402 et loi 2013-403)[5]. Les conseillers départementaux sont, à compter de ces élections, élus au scrutin majoritaire binominal mixte. Les électeurs de chaque canton élisent au Conseil départemental, nouvelle appellation du Conseil général, deux membres de sexe différent, qui se présentent en binôme de candidats. Les conseillers départementaux sont élus pour 6 ans au scrutin binominal majoritaire à deux tours, l'accès au second tour nécessitant 12,5 % des inscrits au 1er tour. En outre la totalité des conseillers départementaux est renouvelée. Ce nouveau mode de scrutin nécessite un redécoupage des cantons dont le nombre est divisé par deux avec arrondi à l'unité impaire supérieure si ce nombre n'est pas entier impair, assorti de conditions de seuils minimaux[6]. Dans les Côtes-d'Armor, le nombre de cantons passe ainsi de 52 à 27. Le nombre de communes du canton de Broons passe de 9 à 26. Le nouveau canton de Broons est formé de communes des anciens cantons de Caulnes, de Merdrignac et de Broons.

## Représentation

### Conseillers d'arrondissement (de 1833 à 1940)
| Période                                  | Période      | Identité                                     | Étiquette            | Qualité |
| ---------------------------------------- | ------------ | -------------------------------------------- | -------------------- | --- |
| 1833                                     | 1848         | Emmanuel Jacques Picquet (1781-1859)         |                      | Notaire à Broons                                                                                            |
|                                          |              |                                              |                      | |
| av.1856                                  | 1858         | Jacques Le Mazier                            |                      | Propriétaire à Sévignac                                                                                     |
| 1858                                     | 1871         | Émile Ferron                                 |                      | Propriétaire, maire de Broons                                                                               |
| 1871                                     |              | Auguste de Couëssin du Bois-Riou (1835-1915) |                      | Capitaine des zouaves pontificaux, propriétaire à Mégrit                                                    |
|                                          |              |                                              |                      | |
| av.1887                                  |              | Jean-Marie François Ferron                   |                      | Adjoint au maire de Broons, suppléant du juge de paix                                                       |
|                                          |              |                                              |                      | |
| 1895                                     | 1912         | Charles Saliou                               | Libéral              | Maire de Broons                                                                                             |
| 1912                                     | 1913         | Eugène Cochet                                | Radical              | Médecin à Broons                                                                                            |
| 1913                                     | 1919         | François Forgeoux (1879-1935)                | Libéral              | Négociant en bois à Broons                                                                                  |
| 1919                                     | 1924 (décès) | Jean-Baptiste Legault                        | Républicain national | Maître d'hôtel, conseiller municipal de Broons                                                              |
| 1925                                     | 1931         | François Forgeoux                            | Libéral              | Négociant en bois à Broons                                                                                  |
| 1931                                     | 1934         | Célestin Leclerc                             | RG                   | Commerçant, maire de Sévignac                                                                               |
| 1934                                     | 1940         | Albert Girard                                |                      | Docteur en médecine, adjoint au maire de Broons                                                             |
| 1940                                     |              |                                              |                      | Les conseils d'arrondissement ont été suspendus par la loi du 12 octobre 1940 et n'ont jamais été réactivés |
| Les données manquantes sont à compléter. |              |                                              |                      | |

### Conseillers généraux de 1833 à 2015
| 1833      | 1848         | Louis François Petibon                                  |                    | Juge de paix et greffier à Broons                                                                                  |  |  |  |  |
| 1848      | 1852         | Emmanuel Marie Picquet (1781-1859)                      |                    | Notaire et propriétaire à Broons, conseiller d'arrondissement                                                      |  |  |  |  |
| 1852      | 1861 (décès) | Jean-Baptiste Odon Saliou (1818-1861)                   |                    | Avocat, juge de paix Maire de Broons                                                                               |  |  |  |  |
| 1861      | 1869 (décès) | Henri de Carné Comte de Trecesson Marquis de Coëtlogon  |                    | Maire de Sévignac (1860-1866)                                                                                      |  |  |  |  |
| 1870      | 1871         | Émile Ferron                                            |                    | Maire de Broons, conseiller d'arrondissement                                                                       |  |  |  |  |
| 1871      | 1912 (décès) | Marquis Henri de Carné de Trecesson (fils du précédent) | Droite             | Propriétaire agricole Sénateur (1880-1912) Maire de Sévignac (1866-1912)                                           |  |  |  |  |
| 1912      | 1919         | Charles Jean Louis Marie Saliou (fils de J.-B.Saliou)   | Libéral            | Maire de Broons (1895-1925)                                                                                        |  |  |  |  |
| 1919      | 1934         | Eugène Cochet                                           | Rad.               | Médecin Maire de Broons (1925-1935)                                                                                |  |  |  |  |
| 1934      | 1940         | Célestin Leclerc (1895-1971)                            | Rad.ind.           | Commerçant Maire de Sévignac (1925-1971)                                                                           |  |  |  |  |
|           |              |                                                         |                    | |  |  |  |  |
| 1945      | 1951         | Jean-Louis Labbé (1908-1994)                            | MRP                | Vétérinaire Maire de Broons (1965-1989)                                                                            |  |  |  |  |
| 1951      | 1964         | Albert Girard (1898-1985)                               | DVG puis Centriste | Médecin Maire de Broons (1959-1965)                                                                                |  |  |  |  |
| 1964      | 1976         | Pierre Douard (1908-1986)                               | DVD                | Cultivateur Maire d'Éréac (1953-1983)                                                                              |  |  |  |  |
| 1976      | 1994         | Maurice Després, (1931-2014)                            | PS                 | Commerçant Maire de Sévignac (1971-2001)                                                                           |  |  |  |  |
| 1994      | 2008 (décès) | Michel Lamarche (1942-2008)                             | RPR puis UMP       | Médecin généraliste Maire de Broons (2001-2008)                                                                    |  |  |  |  |
| août 2008 | 2015         | Annick Amice                                            | UMP                | Vice-présidente et directrice des ressources humaines du groupe avicole Amice-Soquet Maire de Lanrelas (1989-2008) |  |  |  |  |

### Conseillers départementaux depuis 2015
| Période élective | Période élective | Mandat | Mandat   | Identité             | Nuance | Nuance | Qualité |
| ---------------- | ---------------- | ------ | -------- | -------------------- | ------ | ------ | --- |
| 2015             | 2021             | 2015   | 2021     | Mickaël Chevalier    |        | UDI    | Technicien agricole en disponibilité, maire de Plumaugat (depuis 2008) Ancien Président de la communauté de communes du pays de Caulnes |
| 2015             | 2021             | 2015   | 2021     | Isabelle Goré-Chapel |        | DVD    | Conseillère en bâtiment d'élevage, adjointe au maire de Merdrignac                                                                      |
| 2021             | 2028             | 2021   | en cours | Mickaël Chevalier    |        | UDI    | Technicien agricole, maire de Plumaugat (depuis 2008)                                                                                   |
| 2021             | 2028             | 2021   | en cours | Isabelle Goré-Chapel |        | DVD    | Conseillère en bâtiment d'élevage, adjointe au maire de Merdrignac                                                                      |

### Résultats détaillés

#### Élections de mars 2015
À l'issue du 1er tour des élections départementales de 2015, trois binômes sont en ballottage : Mickaël Chevalier et Isabelle Goré-Chapel (DVD, 41,73 %), Pascal Bouillon et Monique Leclerc (PS, 32,24 %) et Odile De Mellon et Pierre-Marie Launay (FN, 26,03 %). Le taux de participation est de 56,84 % (9 798 votants sur 17 238 inscrits) contre 56,24 % au niveau départementalet 50,17 % au niveau national.
Au second tour, Mickaël Chevalier et Isabelle Goré-Chapel (DVD) sont élus avec 44,33 % des suffrages exprimés et un taux de participation de 59,3 % (4 360 voix pour 10 221 votants et 17 235 inscrits).

#### Élections de juin 2021
Le premier tour des élections départementales de 2021 est marqué par un très faible taux de participation (33,26 % au niveau national). Dans le canton de Broons, ce taux de participation est de 39,4 % (6 826 votants sur 17 325 inscrits) contre 39,37 % au niveau départemental. À l'issue de ce premier tour, deux binômes sont en ballottage : Mickaël Chevalier et Isabelle Goré-Chapel (Union au centre et à droite, 52,81 %) et Dominique Daunay et Nelly Lehérissé (DVG, 28,92 %).
Le second tour des élections est marqué une nouvelle fois par une abstention massive équivalente au premier tour. Les taux de participation sont de 34,3 % au niveau national, 40,31 % dans le département et 39,37 % dans le canton de Broons. Mickaël Chevalier et Isabelle Goré-Chapel (Union au centre et à droite) sont élus avec 64,95 % des suffrages exprimés (4 109 voix pour 6 823 votants et 17 330 inscrits),,. 

## Composition

### Composition avant 2015

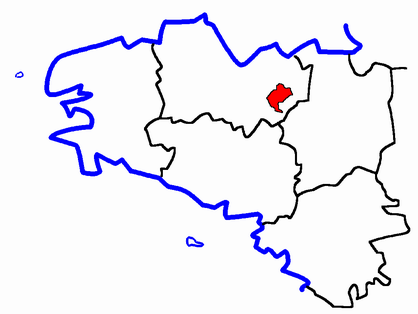
Situation du canton de Broons dans le département des Côtes-d'Armor avant 2015.

Le canton de Broons regroupait neuf communes.
| Nom                | Code Insee | Codepostal | Superficie (km2) | Population (dernière pop. légale) | Densité (hab./km2) |
| ------------------ | ---------- | ---------- | ---------------- | --------------------------------- | ------------------ |
| Broons (chef-lieu) | 22020      | 22250      | 35,21            | 2 983 (2012)                      | 85                 |
| Éréac              | 22053      | 22250      | 21,21            | 674 (2012)                        | 32                 |
| Lanrelas           | 22114      | 22250      | 29,40            | 833 (2012)                        | 28                 |
| Mégrit             | 22145      | 22270      | 20,63            | 786 (2012)                        | 38                 |
| Rouillac           | 22267      | 22250      | 15,77            | 380 (2012)                        | 24                 |
| Sévignac           | 22337      | 22250      | 43,25            | 1 143 (2012)                      | 26                 |
| Trédias            | 22348      | 22250      | 11,01            | 514 (2012)                        | 47                 |
| Trémeur            | 22369      | 22250      | 14,56            | 692 (2012)                        | 48                 |
| Yvignac-la-Tour    | 22391      | 22350      | 35,39            | 1 204 (2012)                      | 34                 |

### Composition à partir de 2015
Le canton de Broons comprend désormais 26 communes entières.
| Nom                            | Code Insee | Intercommunalité                        | Superficie (km2) | Population (dernière pop. légale) | Densité (hab./km2) | Modifier                                    |
| ------------------------------ | ---------- | --------------------------------------- | ---------------- | --------------------------------- | ------------------ | ------------------------------------------- |
| Broons (bureau centralisateur) | 22020      | CA Dinan Agglomération                  | 35,21            | 2 931 (2022)                      | 83                 | modifier les données · modifier les données |
| Caulnes                        | 22032      | CA Dinan Agglomération                  | 31,36            | 2 506 (2022)                      | 80                 | modifier les données · modifier les données |
| La Chapelle-Blanche            | 22036      | CA Dinan Agglomération                  | 7,92             | 211 (2022)                        | 27                 | modifier les données · modifier les données |
| Éréac                          | 22053      | CA Lamballe Terre et Mer                | 21,21            | 676 (2022)                        | 32                 | modifier les données · modifier les données |
| Gomené                         | 22062      | CC Loudéac Communauté ? Bretagne Centre | 25,37            | 549 (2022)                        | 22                 | modifier les données · modifier les données |
| Guenroc                        | 22069      | CA Dinan Agglomération                  | 7,39             | 217 (2022)                        | 29                 | modifier les données · modifier les données |
| Guitté                         | 22071      | CA Dinan Agglomération                  | 14,53            | 711 (2022)                        | 49                 | modifier les données · modifier les données |
| Illifaut                       | 22083      | CC Loudéac Communauté ? Bretagne Centre | 26,71            | 688 (2022)                        | 26                 | modifier les données · modifier les données |
| Lanrelas                       | 22114      | CA Lamballe Terre et Mer                | 29,40            | 866 (2022)                        | 29                 | modifier les données · modifier les données |
| Laurenan                       | 22122      | CC Loudéac Communauté ? Bretagne Centre | 30,90            | 742 (2022)                        | 24                 | modifier les données · modifier les données |
| Loscouët-sur-Meu               | 22133      | CC Loudéac Communauté ? Bretagne Centre | 22,26            | 644 (2022)                        | 29                 | modifier les données · modifier les données |
| Mégrit                         | 22145      | CA Dinan Agglomération                  | 20,63            | 809 (2022)                        | 39                 | modifier les données · modifier les données |
| Merdrignac                     | 22147      | CC Loudéac Communauté ? Bretagne Centre | 68,70            | 3 140 (2022)                      | 46                 | modifier les données · modifier les données |
| Mérillac                       | 22148      | CC Loudéac Communauté ? Bretagne Centre | 13,86            | 242 (2022)                        | 17                 | modifier les données · modifier les données |
| Plumaudan                      | 22239      | CA Dinan Agglomération                  | 17,83            | 1 403 (2022)                      | 79                 | modifier les données · modifier les données |
| Plumaugat                      | 22240      | CA Dinan Agglomération                  | 40,43            | 1 156 (2022)                      | 29                 | modifier les données · modifier les données |
| Rouillac                       | 22267      | CA Lamballe Terre et Mer                | 15,77            | 402 (2022)                        | 25                 | modifier les données · modifier les données |
| Saint-Jouan-de-l'Isle          | 22305      | CA Dinan Agglomération                  | 8,09             | 456 (2022)                        | 56                 | modifier les données · modifier les données |
| Saint-Maden                    | 22312      | CA Dinan Agglomération                  | 6,56             | 220 (2022)                        | 34                 | modifier les données · modifier les données |
| Saint-Vran                     | 22333      | CC Loudéac Communauté ? Bretagne Centre | 28,12            | 755 (2022)                        | 27                 | modifier les données · modifier les données |
| Sévignac                       | 22337      | CA Lamballe Terre et Mer                | 43,25            | 1 116 (2022)                      | 26                 | modifier les données · modifier les données |
| Trédias                        | 22348      | CA Lamballe Terre et Mer                | 11,01            | 504 (2022)                        | 46                 | modifier les données · modifier les données |
| Trémeur                        | 22369      | CA Lamballe Terre et Mer                | 14,56            | 806 (2022)                        | 55                 | modifier les données · modifier les données |
| Trémorel                       | 22371      | CC Loudéac Communauté ? Bretagne Centre | 33,76            | 1 154 (2022)                      | 34                 | modifier les données · modifier les données |
| Yvignac-la-Tour                | 22391      | CA Dinan Agglomération                  | 35,39            | 1 106 (2022)                      | 31                 | modifier les données · modifier les données |
| Canton de Broons               | 2202       |                                         | 610,22           | 24 010 (2022)                     | 39                 | modifier les données                        |

## Démographie

### Démographie avant 2015
| 1962   | 1968  | 1975  | 1982  | 1990  | 1999  | 2006  | 2011  | 2012  |
| ------ | ----- | ----- | ----- | ----- | ----- | ----- | ----- | ----- |
| 10 501 | 9 801 | 9 212 | 8 795 | 8 258 | 8 063 | 8 561 | 9 163 | 9 209 |

### Démographie depuis 2015
En 2022, le canton comptait 24 010 habitants, en évolution de +1,24 % par rapport à 2016 (Côtes-d'Armor : +1,78 %, France hors Mayotte : +2,11 %).
| 2013   | 2018   | 2022   |
| ------ | ------ | ------ |
| 23 568 | 23 732 | 24 010 |